# Alpha Equulei
Alpha Equulei (Kitalpha, Kitel Phard, 8 Equulei) é uma estrela binária na direção da Equuleus. Possui uma ascensão reta de 21h 15m 49.40s e uma declinação de +05° 14′ 53.1″. Sua magnitude aparente é igual a 3.92. Considerando sua distância de 186 anos-luz em relação à Terra, sua magnitude absoluta é igual a 0.14. Pertence à classe espectral G0III+.... É um sistema binário espetroscópico.